# Першотравневська сільська територіальна громада
Першотравневська сільська територіальна громада — територіальна громада в Україні, в Нікопольському районі Дніпропетровської області. Адміністративний центр — село Мозолевське. Незважаючи на перейменування адміністративного центру, територіальна громада не була перейменована, оскільки наразі відсутні правові підстави і механізми для перейменування територіальних громад.
Площа громади — 247,2 км², населення — 4004 мешканці (2018).
Утворена 6 червня 2017 року шляхом об'єднання Новоіванівської, Першотравневської та Чистопільської сільських рад Нікопольського району.

## Населені пункти
До складу громади входять 45 сіл:
- Бекетівка
- Веселе
- Високе
- Високопіль
- Водяне
- Воля
- Головкове
- Голубівка
- Довгівка
- Дружба
- Західне
- Звізда
- Зелене
- Змагання
- Іванівка
- Криничувате
- Крутий Берег
- Лебединське
- Лошкарівка
- Лукіївка
- Максимівка
- Маринопіль
- Мар’ївка
- Межуївка
- Менделєєвка
- Мозолевське
- Нова Балта
- Новоіванівка
- Новоселівка
- Олександрівка
- Олександропіль
- Охотниче
- Павлопілля
- Пахар
- Південне
- Підгірне
- Приют
- Сорочине
- Східне
- Таврійське
- Томаківське
- Христофорівка
- Чистопіль
- Шевченкове
- Шишкине